# عبد الرزاق حمد الله
عبد الرزاق حمد الله (مواليد 17 ديسمبر 1990) هو لاعب كرة قدم مغربي. يلعب في مركز الهجوم مع نادي الشباب في الدوري السعودي للمحترفين، كما يلعب مع المنتخب المغربي. يُلقب بـالجلاّد والسّاطي لحسّه التهديفي العالي. بدأ مسيرته الاحترافية مع نادي أولمبيك آسفي.
طوال مسيرته الكروية، لعب حمد الله للعديد من الأندية بدءًا من الفريق المغربي أولمبيك آسفي الذي كان هداف له بتسجيله 32 هدف وتتويجه هدافا للدوري المغربي رغم أنه لعب نصف الموسم فقط، ثم انتقل لاحقًا إلى نادي أوليسوند النرويجي. بعد موسم واحد مع النادي، انضم إلى نادي غوانغجو الصيني. في عام 2015، انتقل إلى الجيش القطري، بعدها وقع مع نادي الريان القطري. ثم انضم بعد ذلك إلى النصر السعودي، حيث تُوج هدافا للدوري السعودي بتسجيله رقماً قياسياً بلغ 34 هدفاً في موسم واحد، وتُوج أيضا هدافا لبطولة الكأس بتسجيله رقماً قياسياً بلغ 14 هدفاً في موسم واحد، وأصبح الهداف التاريخي لنادي النصر في بطولة آسيا، وكان هداف العالم خلال نفس السنة 2019 برصيد 57 هدفاً إجمالاً وبدون اللعب مع المنتخب. بعدها انتقل إلى نادي الاتحاد السعودي سنة 2021، حقق معهم الدوري والسوبر وهداف البطولتين. فاز بهداف الدوري ثلاث مرات، وبدوري المحترفين السعودي مرتين وكأس السوبر السعودي ثلاث مرات.

## مسيرته الكروية

### بدايته المبكرة
تلقى حمد الله تكوينه الكروي الأولي في نادي نجم شباب آسفي، قبل أن ينتقل للنادي الأول في المدينة، أولمبيك آسفي، حيث انطلقت مسيرته الاحترافية منذ موسم 2010–11 الذي لعب خلاله أولى مبارياته في البطولة المغربية. شكل موسم 2011–12 الانطلاقة الحقيقية لحمد الله على المستوى التهديفي، حيث أنهى الموسم بتسجيله 15 هدفًا، محتلًا الصف الثاني بفارق هدفين عن مهاجم الدفاع الجديدي التشادي كارل ماكس بارتيليمي. في موسم 2012–13، سجل حمد الله 15 هدفًا في الثلثين الأولين من البطولة قبل أن يلتحق خلال شهر مارس 2013 للاحتراف في صفوف نادي أوليسوند النرويجي. بلغت القيمة المالية لانتقال حمد الله إلى نادي أوليسوند مليون دولار أمريكي.

### أوليسوند
في 14 فبراير 2013، تم تأكيد انضمام حمد الله إلى نادي أوليسوند. كانت رسوم انتقاله في حدود مليون يورو أو 7,4 مليون كرونة نرويجية ووقع اللاعب عقدًا لمدة ثلاث سنوات، وهو أول عقد أوروبي له. كانت رسوم انتقاله هي أعلى مبلغ دفعه أوليسوند للاعب على الإطلاق.
تحدث حمد الله عن أول مرة وصل فيها إلى النرويج، قائلاً: "لقد كانت تجربة صعبة لأنني وصلت إلى بلد بارد جدًا، لكن من خلال الإرادة، تغلبت على كل عقبة. كنت أول لاعب من البطولة المغربية القادم إلى النرويج، وحظي توقيعي بالكثير من الاهتمام في الصحف. وفي النهاية، تمكنت من إسكات منتقدي من خلال الانتهاء كواحد من أبرز الهدافين في الدوري."
ظهر حمد الله لأول مرة في 1 أبريل 2013 كبديل والفوز خارج أرضه 0-1 ضد ساندنس ألف، ثم سجل هدفه الأول للنادي والتي انتهت بفوزه 2-0 على ساربسبورغ 08 في 14 أبريل 2013. ثم في 13 مايو 2013، سجل حمد الله أول ثلاثية له مع نادي أوليسوند والفوز 7-1 على نادي ليلستروم، مما ساعد النادي في التقدم للمركز الثاني بعد تسع مباريات. بعد تسجيله عشرة أهداف حتى الآن هذا الموسم، سجل حمد الله ثاني ثلاثية له هذا الموسم، وفوزه 3-1 على فيكينغ في 25 أكتوبر 2013.
في أول موسم له مع النادي، سجل حمد الله خمسة عشر مرة في سبعة وعشرين ظهورًا في الدوري وأدرج ضمن فريق العام. و سجل أربع أهداف في ثلاث مباريات في كأس النرويج، كما أصبح حمد الله في صدارة قائمة هدافي الدوري بفرق هدف واحد عن فرود يونسن.

### غوانغجو آر أند إف
في فبراير 2014، انتقل إلى نادي غوانغجو آر أند إف الصيني، وفق عقد مدته ثلاث سنوات، في موسمه الأول قادهم إلى التأهل لبطولة دوري أبطال آسيا، بعدما تمكن من تسجيل 22 هدف في 22 مباراة فقط، محتلا بذلك وصافة الهدافين في الدوري الصيني.

### الجيش
في 24 يوليو 2015، انضم حمد الله إلى الجيش في دوري نجوم قطر بعقد لمدة عامين مع خيار التمديد لعام ثالث. كجزء من هذا الانتقال، تلقى نادي أوليسوند 25% من رسوم الانتقال المدفوعة إلى غوانغجو وغاب حمد الله نصف موسم عام 2016 بسبب إصابة في الركبة. انخفض سجله التهديفي في هذا الموسم بسبب غيابه عن نصف المباريات. البحث والتطوير من قبل الجيش.

### النصر
في 23 أغسطس 2018، انضم حمد الله إلى نادي النصر السعودي.
في موسم 2018–19 بالدوري السعودي للمحترفين سجل رقماً قياسياً في الدوري بلغ 34 هدفاً في موسم واحد، و سجل رقماً قياسياً آخر في كأس خادم الحرمين الشريفين بلغ 14 هدفاً في موسم واحد، وكان هداف العالم خلال عام 2019 برصيد 57 هدفاً إجمالاً. فاز بدوري المحترفين السعودي عام 2019 وكأس السوبر السعودي مرتين.
وقد أعلن النادي في 23 نوفمبر 2021 عن فسخ عقد اللاعب بسبب قانوني مشروع وبحسب لوائح الاتحاد الدولي لكرة القدم بعد ثلاث أعوام من انضمام اللاعب إلى النادي؛ وذلك عبر تغريدة بحساب النادي الرسمي في موقع التواصل الاجتماعي تويتر. واضافة الإدارة في التغريدة ان النادي يحتفظ بجميع الحقوق المالية والقانونية المترتبة على ذلك أمام الجهات القضائية المختصة.

### الاتحاد
في 16 ديسمبر 2021، أعلن نادي الاتحاد السعودي عن التعاقد مع حمد الله لمدة موسم ونصف.
في 14 يناير 2022، سجل هدفه الأول للنادي في مباراة ودية ضد نيوكاسل يونايتد. وسجل هدفه الأول في الدوري ضد نادي الرائد. في 26 فبراير 2022، سجل حمد الله ثلاثية ضد الأهلي في ديربي جدة 4-3. وبذلك أصبح أول لاعب يسجل ثلاثية في تاريخ الديربي.
في 2 أغسطس 2022، تم إيقاف حمدالله من قبل لجنة الكرة السعودية لمدة أربعة أشهر مع غرامة قدرها 80 ألف دولار بعد شكوى من ناديه السابق. لكن في 7 سبتمبر رُفِع الإيقاف مما جعل حمد الله مؤهلاً للعب المباريات القادمة.
في 4 فبراير 2023، مدد حمد الله عقده مع الاتحاد حتى عام 2025. في 18 مارس 2023، سجل حمد الله ثلاثية على نادي الفتح 5-1، وبذلك أصبح اللاعب الأكثر تسجيلًا للهاتريك في تاريخ دوري المحترفين السعودي.
في 23 أكتوبر 2023، أنقذ حمد الله ناديه في اللحظات الأخيرة ليحقق النقاط الثلاث بتسجيله هدف الفوز في الوقت المحتسب بدل الضائع خلال مباراة دوري أبطال آسيا 2023–24 ضد نادي القوة الجوية العراقي. في 27 نوفمبر 2023، سجل حمد الله ثنائية في مرمى اجمك اف سي الأوزبكي، ليقود الاتحاد إلى دور الـ16 في دوري أبطال آسيا 2024.

## مسيرته الدولية
على المستوى الدولي، لعب حمد الله 16 مباراة في صفوف المنتخب المغربي الأولمبي، كانت أهمها المباريات الإقصائية لأولمبياد لندن 2012، و كان بمثابة المنقذ للمنتخب المغربي بفضل هدفه الحاسم أمام الكونغو الذي أهل المنتخب لدور المجموعات. رغم أهدافه الحاسمة خلال المرحلة الإقصائية، تم إقصاء عبد الرزاق من اللائحة النهائية التي مثلت المغرب خلال أولمبياد لندن 2012.
على مستوى المنتخب المغربي الأول لعب حمد الله أولى مبارياته أمام بوركينا فاسو. وسجل أول أهدافه الدولية مع الكبار أمام تنزانيا في المباراة التي أنتهت بالفوز 2–1.
في 10 نوفمبر 2022، تم اختياره في قائمة المنتخب المغربي المكونة من 26 لاعبا لكأس العالم 2022 في قطر.

## الإحصائيات
آخر تحديث 4. يوليو 2025
| النادي            | الموسم   | الدوري                   | الدوري | الدوري  | الكأس  | الكأس   | قاري   | قاري    | أخرى   | أخرى    | المجموع | المجموع |
| النادي            | الموسم   | الدوري                   | الظهور | الأهداف | الظهور | الأهداف | الظهور | الأهداف | الظهور | الأهداف | الظهور  | الأهداف |
| ----------------- | -------- | ------------------------ | ------ | ------- | ------ | ------- | ------ | ------- | ------ | ------- | ------- | ------- |
| أولمبيك أسفي      | 2010–11  | الدوري المغربي           | 9      | 0       | 1      | 0       | –      | –       | –      | –       | 10      | 0       |
| أولمبيك أسفي      | 2011–12  | الدوري المغربي           | 28     | 15      | 2      | 0       | –      | –       | –      | –       | 30      | 15      |
| أولمبيك أسفي      | 2012–13  | الدوري المغربي           | 18     | 15      | 3      | 2       | –      | –       | –      | –       | 21      | 17      |
| أولمبيك أسفي      | المجموع  | المجموع                  | 55     | 30      | 6      | 2       | –      | –       | –      | –       | 61      | 32      |
| أوليسوند          | 2013     | الدوري النرويجي الممتاز  | 27     | 15      | 3      | 4       | –      | –       | –      | –       | 30      | 19      |
| غوانغجو آر أند إف | 2014     | دوري السوبر الصيني       | 22     | 22      | 1      | 0       | –      | –       | –      | –       | 23      | 22      |
| غوانغجو آر أند إف | 2015     | دوري السوبر الصيني       | 10     | 3       | 0      | 0       | 6      | 1       | –      | –       | 16      | 4       |
| غوانغجو آر أند إف | المجموع  | المجموع                  | 32     | 25      | 1      | 0       | 6      | 1       | –      | –       | 39      | 26      |
| الجيش             | 2015–16  | دوري نجوم قطر            | 23     | 21      | 3      | 3       | 8      | 5       | –      | –       | 34      | 29      |
| الجيش             | 2016–17  | دوري نجوم قطر            | 0      | 0       | 2      | 1       | –      | –       | –      | –       | 2       | 1       |
| الجيش             | المجموع  | المجموع                  | 23     | 21      | 5      | 4       | 8      | 5       | –      | –       | 36      | 30      |
| الريان            | 2017–18  | دوري نجوم قطر            | 20     | 18      | 5      | 7       | 5      | 3       | –      | –       | 30      | 28      |
| النصر             | 2018–19  | الدوري السعودي للمحترفين | 26     | 34      | 5      | 14      | 5      | 4       | –      | –       | 36      | 52      |
| النصر             | 2019–20  | الدوري السعودي للمحترفين | 27     | 29      | 5      | 5       | 7      | 7       | 1      | 1       | 40      | 42      |
| النصر             | 2020–21  | الدوري السعودي للمحترفين | 21     | 14      | 3      | 1       | 8      | 5       | 1      | 1       | 33      | 21      |
| النصر             | المجموع  | المجموع                  | 74     | 77      | 13     | 20      | 20     | 16      | 2      | 2       | 109     | 115     |
| الاتحاد           | 2021–22  | الدوري السعودي للمحترفين | 13     | 12      | 2      | 1       | –      | –       | –      | –       | 15      | 13      |
| الاتحاد           | 2022–23  | الدوري السعودي للمحترفين | 26     | 21      | 3      | 1       | –      | –       | 2      | 3       | 31      | 25      |
| الاتحاد           | 2023–24  | الدوري السعودي للمحترفين | 24     | 19      | 3      | 4       | 8      | 4       | 6      | 3       | 41      | 30      |
| الاتحاد           | المجموع  | المجموع                  | 63     | 52      | 8      | 6       | 8      | 4       | 8      | 6       | 87      | 68      |
| الشباب            | 2024–25  | الدوري السعودي للمحترفين | 26     | 21      | 4      | 3       | –      | –       | –      | –       | 30      | 24      |
| الهلال            | 2024–25  | الدوري السعودي للمحترفين | –      | –       | –      | –       | –      | –       | 1      | 0       | 1       | 0       |
| الإجمالي          | الإجمالي | الإجمالي                 | 320    | 259     | 45     | 46      | 47     | 29      | 11     | 8       | 424     | 342     |

1. ↑  Includes كأس العرش، كأس النرويج، كأس الاتحاد الصيني، كأس قطر، كأس الأمير (قطر)، كأس خادم الحرمين الشريفين
2. ↑  المباريات في دوري أبطال آسيا
3. 1 2 3 4 5   المباريات في دوري أبطال آسيا
4. 1 2 3  المباريات في كأس السوبر السعودي
5. ↑  المباريات في كأس العرب للأندية، كأس العالم للأندية، كأس السوبر السعودي
6. ↑  المباريات في كأس العالم للأندية

### المنتخب
آخر تحديث 17 أكتوبر 2022.
| المنتخب الوطني | العام   | الظهور | الأهداف |
| -------------- | ------- | ------ | ------- |
| المغرب         | 2012    | 3      | 1       |
| المغرب         | 2013    | 5      | 1       |
| المغرب         | 2014    | 5      | 5       |
| المغرب         | 2015    | 4      | 0       |
| المغرب         | 2019    | 1      | 0       |
| المغرب         | 2022    | 5      | 0       |
| المغرب         | 2023    | 2      | 0       |
| المجموع        | المجموع | 25     | 7       |

### الأهداف الدولية
قائمة الأهداف والنتائج مع منتخب المغرب الأول.
| #  | التاريخ        | المكان                       | الخصم                  | الهدف | النتيجة | المسابقة               |
| -- | -------------- | ---------------------------- | ---------------------- | ----- | ------- | ---------------------- |
| 1. | 8 يونيو 2013   | ملعب مراكش، مراكش، المغرب    | تنزانيا                | 1–0   | 2–1     | تصفيات كأس العالم 2014 |
| 2. | 9 أكتوبر 2014  | ملعب ابن بطوطة، طنجة، المغرب | جمهورية إفريقيا الوسطى | 1–0   | 4–0     | ودية                   |
| 3. | 9 أكتوبر 2014  | ملعب ابن بطوطة، طنجة، المغرب | جمهورية إفريقيا الوسطى | 2–0   | 4–0     | ودية                   |
| 4. | 9 أكتوبر 2014  | ملعب ابن بطوطة، طنجة، المغرب | جمهورية إفريقيا الوسطى | 4–0   | 4–0     | ودية                   |
| 5. | 13 نوفمبر 2014 | ملعب أدرار، أكادير، المغرب   | بنين                   | 2–0   | 6–1     | ودية                   |
| 6. | 13 نوفمبر 2014 | ملعب أدرار، أكادير، المغرب   | بنين                   | 5–1   | 6–1     | ودية                   |

## الإنجازات

### النادي
النصر
- دوري المحترفين السعودي : 2018–19[30]
- كأس السوبر السعودي : 2019،[31] 2020[32]

 الاتحاد
- دوري المحترفين السعودي : 2022–23[33]
- كأس السوبر السعودي : 2022[34]

 الجيش
- كأس ولي العهد : 2016[35]

 الريان
- كأس الشيخ جاسم : 2018[36]

### فردية
- هداف بطولة الدوري المغربي: 2012–13 (15 هدفاً).[37]
- لاعب الموسم في نادي أوليسوند النرويجي: 2014[38]
- هداف بطولة دوري نجوم قطر: 2015–16 (21 هدف).[39]
- هداف بطولة كأس ولي العهد: 2015–16[40]
- هداف بطولة كأس نجوم قطر: 2017–18[41]
- هداف كأس خادم الحرمين الشريفين: 2018–19 (14 هدف).
- هداف بطولة دوري المحترفين السعودي (3): 2018–19 (34 هدف)،[42][43] 2019–20 (29 هدف)،[44] 2022–23 (21 هدف).[45]
- أفضل لاعب في بطولة دوري المحترفين السعودي: 2018–19[46]
- لاعب الشهر في الدوري السعودي (5): ديسمبر 2018،[47] مارس 2019،[48] أبريل 2019،[49] أغسطس 2020،[50] فبراير 2022.[51]
- أفضل ممرر في دوري المحترفين السعودي: 2018–19
- لاعب الموسم في نادي النصر السعودي: 2019[52]
- جائزة أفضل لاعب عربي في العالم ضمن جوائز جلوب سوكر لعام: 2019[53][54]
- الاتحاد الدولي لتاريخ وإحصاءات كرة القدم أفضل هداف في العالم: 2019[55]
- هداف دوري أبطال آسيا: 2020 (7 أهداف).[56]
- فريق البطولة لدوري أبطال آسيا: 2016،[57] 2020.[56]
- أفضل لاعب في كأس السوبر السعودي: 2022[58]
- هداف كأس السوبر السعودي: 2022 (3 أهداف)[58]

### السجلات
- الهداف التاريخي لكأس خادم الحرمين الشريفين السعودي: (29 هدفا)[59]
- أسرع لاعب يسجل (100 هدف) في تاريخ دوري المحترفين السعودي[60]
- أسرع لاعب يسجل (50 هدف) في تاريخ دوري المحترفين السعودي[61]
- اللاعب الذي سجل أكبر عدد من الهاتريك (ثلاثة أهداف) في تاريخ دوري المحترفين السعودي[62]
- اللاعب الذي سجل أكبر عدد من السوبر هاتريك (أربعة أهداف) في تاريخ دوري المحترفين السعودي[63]
- اللاعب الأكثر تسجيلاً للأهداف في موسم واحد في كأس خادم الحرمين الشريفين السعودي: 2018–19 (14 هدف).[64]
- ثاني أكثر لاعب تسجيلاً للأهداف في موسم واحد في دوري المحترفين السعودي: 2018-19 (34 هدف).[65]
- اللاعب الأكثر تسجيلاً للأهداف في سنة واحدة في تاريخ دوري المحترفين السعودي: (35 هدف) في (25 مباراة).[66]
- أول لاعب يسجل ثلاثية في ديربي جدة (الاتحاد والأهلي)[67]
- أسرع هاتريك (ثلاثة أهداف) في تاريخ الدوري الصيني الممتاز (10 دقائق).[68]
- أول لاعب أجنبي في تاريخ دوري المحترفين السعودي يسجل أكثر من (20 هدف) في موسم واحد مع ناديين مختلفين.[69]
- أول لاعب أجنبي في تاريخ دوري المحترفين السعودي يفوز بجائزة الهداف مع ناديين مختلفين.[70]
- أول لاعب فتاريخ دوري أبطال آسيا يسجل مع (5 أندية) مختلفة.[71]
- اللاعب صاحب أطول عدد من التهديف تواليا في تاريخ دوري المحترفين السعودي (14 مرة).[72][73]
- اللاعب الأكثر تسجيلاً في مختلف الأندية في موسم واحد في الدوري السعودي للمحترفين (14 نادياً).[74]

## وصلات خارجية
- عبد الرزاق حمد الله على موقع إي إس بي إن إف سي (الإنجليزية)
- عبد الرزاق حمد الله على موقع قاعدة بيانات كرة القدم.إي يو (الإنجليزية)
- عبد الرزاق حمد الله على موقع ليكيب (الفرنسية)
- عبد الرزاق حمد الله على موقع ناشيونال فوتبول تيمز (الإنجليزية)
- عبد الرزاق حمد الله على موقع Soccerbase.com (لاعب) (الإنجليزية)
- عبد الرزاق حمد الله على موقع Soccerway.com (الإنجليزية)
- عبد الرزاق حمد الله على موقع عالم كرة القدم.نت (الإنجليزية)